# Felip de Hessen-Kassel
Felip de Hessen-Kassel, landgravi de Hessen-Kassel (Kassel 6 de novembre de 1896 - Roma 25 d'octubre de 1981) va ser un noble alemany i un nazi actiu. El 1930 va afiliar-se al Partit Nazi i obtenir el grau de SA-Gruppenführer. Com autoritat superior dels districtes Hessen i Nassau va ser responsable polític d'accions d'assassinat de malalts no mereixedores de vida.

## Biografia
Fill del landgravi Frederic Carles de Hessen-Kassel i de la princesa Margarida de Prússia. Era, per tant, net per via paterna del landgravi Frederic Guillem de Hessen-Kassel i de la princesa Anna de Prússia, per via materna ho era del kàiser Frederic III de Prússia i de la princesa reial Victòria del Regne Unit.
Felip de Hessen-Kassel contragué matrimoni amb la princesa Mafalda d'Itàlia, filla del rei Víctor Manuel III d'Itàlia i de la princesa Helena de Montenegro. La parella tingué quatre fills:
- Maurici de Hessen-Kassel, landgravi nat al Palau de Racconigi el 1926. Es casà en primeres núpcies amb la princesa Tatiana de Sayn-Wittgenstein-Berleburg el 1962.
- Enric de Hessen-Kassel nat al Palau de Racconigi el 1927 i mort el 1999 a Alemanya
- Otó de Hessen-Kassel nat a Kassel el 1937 i mort a la mateixa ciutat l'any 1998. Es casà en primeres núpcies amb Angela Von Doering i en segones núpcies amb Elisabet Bronker.
- Cristina de Hessen-Kassel nata a Kassel el 1940 i casada amb el comte Frederic Carles Von Oppersdorff.

Felip heretà el títol de landgravi de Hessen-Kassel l'any 1940 després de la mort del seu pare i de dos dels seus germans que moriren en acció durant la Primera Guerra Mundial, els prínceps Frederic Guillem de Hessen-Kassel i Maximilià de Hessen-Kassel, l'any 1916 i 1914 respectivament. Des dels inicis abraçà el nacionalsocialisme i va convertir-se en un dels seus més afèrrims defensors. La relació entre molts aristòcrates alemanys i el nacionalsocialisme fou molt estreta, ja que els primers atorgaven en els segons una legitmitat dels temps de preguerra. Felip participà en nombroses operacions militars però a partir de 1943 fou vist amb desconfiança per la cúpula nacionalsocialista. Després de la capitulació d'Itàlia va caure en desgràcia suspecte pel seu casament amb la filla del rei Víctor Manuel III d'Itàlia.
Felip fou confinat en una cel·la d'aïllament primer al camp de Sachsenhausen i després al de Dachau durant vint mesos fins que les tropes angloamericanes l'alliberaren. Mentrestant la seva esposa fou deportada al camp de concentració de Buchenwald on morí l'any 1944 a conseqüència de dessagnar-se després que se li hagués d'amputar un braç ferit en un bombardeig aliat al camp.
Per la seva participació en el moviment nacionalsocialista fou jutjat en els tribunals de desnazificació i condemnat a pagar una important multa per valor d'un terç dels seus béns privats. A més a més fou confinat en camps de desnazificació aliats des de 1945 fins al 1948.
L'any 1981 Felip de Hessen va morir a Roma i va deixar una important herència material i la direcció de la Casa de Hessen-Kassel al seu fill Maurici que aconseguiria unir les cases de Hessen-Darmstadt i de Hessen-Kassel i va obtenir el títol de landgravi de tots els Hessen.